# تل اشکی
تل اشکی مربوط به دوران پیش از تاریخ ایران باستان است و در شهرستان مرودشت، روستای درود زن واقع شده و این اثر در تاریخ ۱۲ بهمن ۱۳۸۱ با شمارهٔ ثبت ۷۳۱۷ به‌عنوان یکی از آثار ملی ایران به ثبت رسیده است.
قدمت این تپه ها و محوطه تاریخی به زمان اشکانیان برمیگردد.